# Centris cineraria
Centris cineraria är en biart som beskrevs av Smith 1854. Centris cineraria ingår i släktet Centris och familjen långtungebin. Inga underarter finns listade.